# Brandenburška Zlatna Obala
Branderbuška Zlatna Obala (kasnije Pruska Zlatna Obala) je nekoć bila dio Zlatne Obale te brandenburška (pruska) kolonija u Gani od 1682. do 1717. godine.

## Brandenburška zlatna obala
U svibnju 1682. godine je osnovana trgovačka kompanija Brandenburška Afrička Kompanija (njem. Kurfurstliche Afrikanisch-Brandenburgische Compagnie) u vlasništvu Izbornih kneževa Kur-Brandenburga. Njen cilj je bio osnivanje male zapadno afričke kolonije koja će obuhvaćati dva naselja kraj gvinejskog zaljeva, oko Rta tri točke u današnjoj Gani, i to:
- Groß Friedrichsburg, danas Pokesu (1682. – 1717.), koji je postao glavni grad, i
- Fort Dorothea, danas Akwida (travanj 1684. – 1687., 1698. – 1711., travanj 1712. – 1717.), kojeg je Nizozemska okupirala u razdoblju od 1687. do 1698. godine

### Njemački guverneri tijekom brandenburške ere
- svibanj 1682. – 1683. - Philip Peterson Blonck
- 1683. – 1684. - Nathaniel Dillinger
- 1684. – 1686. - Karl Konstantin von Schnitter
- 1686. – 1691. - Johann Niemann.

## Pruska zlatna obala
15. siječnja 1701. godine mala zapadno afrička kolonija je preimenovana u Pruska zlatno obalna naselja (Pruska Zapadna Obala), tri dana prije nego što se glavni elektor (Izborni knez) i Vojvoda Prusije okrunio za pruskog kralja. Od 1711. do travnja 1712. Nizozemska je ponovo okupirala Fort Dorotheu.
1717. godine Prusija je fizički "napustila" koloniju pa je stoga nizozemski vođa Jan Conny u razdoblju od 1717. do 1724. bio u mogućnosti zauzeti i Groß Friedrichsburg koji je 1721. godine potpao pod nizozemsku vlast. Iste godine su sva prava na koloniju prodana Nizozemskoj, te je taj teritorij preimenovan u Hollandia kao dio velike kolonije Nizozemska Zlatna Obala.

### Njemački guverneri tijekom pruske ere
- 1701. – 1704. - Adriaan Grobbe
- 1704. – 1706. - Johann Münz
- 1706. – 1709. - Heinrich Lamy
- 1709. – 1710. - Frans de Lange
- 1710. – 1716. - Nicholas Dubois
- 1716. – 1717. - Anton Günther van der Menden